# Forever Changes

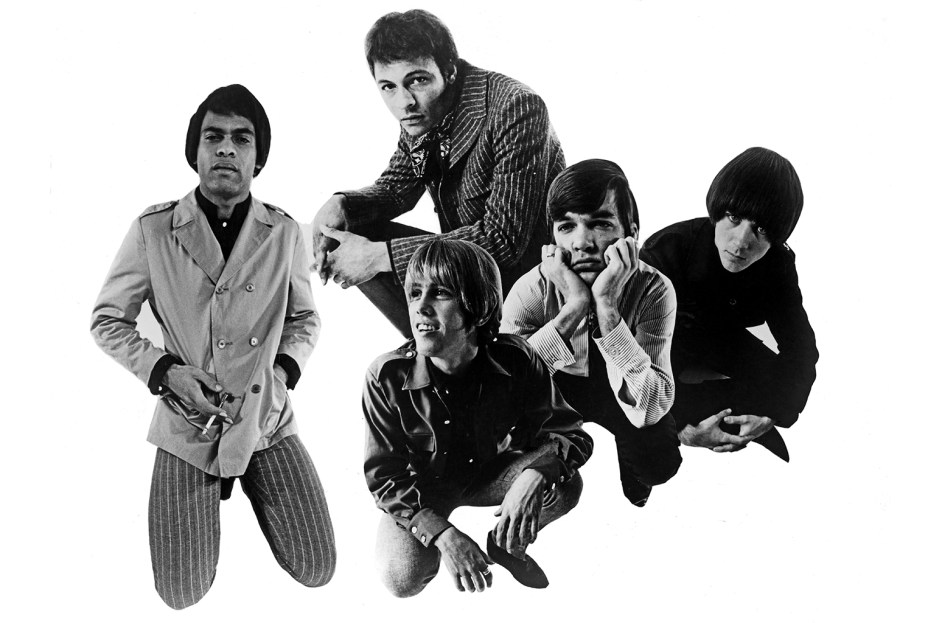
Love im Jahre 1967

Forever Changes ist das dritte Studioalbum der US-amerikanischen Rockband Love und wurde im November 1967 über das Label Elektra Records veröffentlicht. Forever Changes, dem bei Erscheinen kein kommerzieller Erfolg beschieden war, wird heute von Musikkritikern zu den besten Alben aller Zeiten gezählt.

## Hintergrund
Die aus Los Angeles stammende Gruppe Love war eine der ersten Bands mit gemischten Hautfarben. Angeführt wurde sie von dem afroamerikanischen Sänger, Songwriter und Gitarristen Arthur Lee, welcher eng mit Jimi Hendrix befreundet war. Love ging 1965 aus Lees früherer Folk-Band The Grass Roots hervor. In ihrer Heimatstadt war Love eine gefragte Konzertband, außerhalb Los Angeles wurden sie jedoch kaum wahrgenommen. Ihre ersten beiden Alben Love (1965) und Da Capo (1966) waren kommerziell wenig erfolgreich.
Für die Arbeit an Forever Changes zogen sich Lee und die Band in eine abgelegene Villa in den Bergen der Stadt zurück. Die beiden Songwriter Lee und Bryan MacLean sowie weitere Mitglieder waren zudem schwer heroinabhängig. Die Instrumentierung des Albums plante Arthur Lee fast ausschließlich akustisch, wodurch Forever Changes einen starken orchestralen Sound besitzt. Neben den rocküblichen Instrumenten wie Gitarre und Schlagzeug kommen auf dem aufwendig arrangierten Album auch Streich- und Blasinstrumente zum Einsatz. Das Arrangement schrieb David Angel.
David Hutcheon beschrieb die Musik als „Acid Rock auf akustischen Gitarren mit Orchesterbegleitung“. Die Aufnahmen zu dem Album dauerten vier Monate und fanden hauptsächlich in dem Studio Sunset Sound Recorders in Hollywood statt. Inhaltlich ist die Platte ein „Thematisches Konglomerat aus Todeswünschen, Sexualkonflikten, Suchtängsten und schwärmerischer Selbstbesinnung“. Beeinflusst wurde der Schaffensprozess unter anderem von der Polizeigewalt gegen Hippies in Los Angeles, was sich in den düsteren Songtexten von Arthur Lee niederschlug.
Die psychedelische Illustration auf dem Albumcover, welche die Bandmitglieder in Form eines menschlichen Herzens darstellt, stammt von dem Grafikdesigner Bob Pepper.

## Titelliste
Bis auf Alone Again Or und Old Man stammen alle Songs aus der Feder von Arthur Lee.
Seite 1
1. Alone Again Or (Bryan MacLean) – 3:15
2. A House Is Not a Motel – 3:25
3. Andmoreagain – 3:15
4. The Daily Planet – 3:25
5. Old Man (MacLean) – 2:57
6. The Red Telephone – 4:45
Seite 2
7. Maybe the People Would Be the Times or Between Clark and Hilldale – 3:30
8. Live and Let Live – 5:24
9. The Good Humor Man He Sees Everything Like This – 3:00
10. Bummer in the Summer – 2:20
11. You Set the Scene  – 6:49
Bonustracks
12. Hummingbirds (Instrumental, Demo) – 2:43
13. Wonder People (I Do Wonder) (Outtake) – 3:22
14. Alone Again Or (Alternate Mix) – 2:55
15. You Set the Scene (Alternate Mix) – 7:01
16. Your Mind and We Belong Together (Tracking Session Highlights) – 8:16
17. Your Mind and We Belong Together (Single A-Side, Juni 1968) – 4:26
18. Laughing Stock (Single B-Side, Juni 1968) – 2:31

## Veröffentlichung
Forever Changes erschien im November 1967 auf Langspielplatte. 1987 brachte es Elektra erstmals als CD auf den Markt. Eine CD-Neuveröffentlichung von 2001 enthielt bislang unveröffentlichte Tracks. 2008 erschien eine „Collector’s Edition“ als Doppel-CD, die neben Bonustracks auch eine alternative Abmischung des Albums beinhaltet. 2012 folgte die „45th Anniversary Edition“ als Sonderpressung auf LP.
Mobile Fidelity Sound Lab veröffentlichte 2014 Forever Changes als „Original Master Recording“ auf SACD und 2016 im 12″-Format. 2015 erschien ein neues Remaster als Download in hochauflösender Audioqualität (192 kHz/24-Bit). Anlässlich des 50. Jubiläums wurde 2018 die 50th Anniversary Edition von Rhino Records veröffentlicht, die vier CDs, eine DVD und eine LP umfasst.

## Ausbleibender Erfolg
Forever Changes war in den USA ein finanzieller Misserfolg und erreichte in den Billboard-Albumcharts lediglich Platz 154. In Großbritannien konnte es sich auf Platz 24 platzieren. Die schlechten Verkaufszahlen führten zur Spaltung der Band und Arthur Lee versank tiefer in der Drogensucht. Die Mitglieder John Echols und Ken Forssi wurden wegen krimineller Vergehen zu Haftstrafen verurteilt.

## Rezeption
Forever Changes gilt heute als Meisterwerk und taucht in diversen Bestenlisten auf. Das Magazin Rolling Stone wählte es 2003 auf Platz 40 und 2020 auf Platz 180 der 500 besten Alben aller Zeiten.
In der Aufstellung der 500 besten Alben aller Zeiten des New Musical Express erreichte es Platz 36.
Pitchfork führt Forever Changes auf Platz 33 der 200 besten Alben der 1960er Jahre.
In der Auswahl der 200 besten Alben aller Zeiten von Uncut belegt es Platz 6.
Die deutsche Zeitschrift Musikexpress wählte es auf Platz 3 der 30 besten Psychedelic-Alben.
Die britische Tageszeitung The Telegraph nahm Forever Changes in die Zusammenstellung der „50 essential albums you’ve probably never heard“ auf und bezeichnete es als das „wahrscheinlich größte Kultalbum aller Zeiten“.
Forever Changes gehört zu den 1001 Albums You Must Hear Before You Die.

„Durch ihre wilden Konzerte in den Clubs des Sunset Strips hatten Love sich schnell zu einem der gefragtesten Acts in Los Angeles gemausert. Forever Changes, ihr drittes Album, übertraf in seiner Brillanz sämtliche Erwartungen. Es vermittelt ein prägnantes Porträt der Flower-Power-Metropole zur Zeit ihrer gegenkulturellen Hochblüte, ohne bis heute abgestanden zu klingen. Ganz im Gegenteil: Forever Changes gehört in die Reihe der Meisterwerke von den Beatles oder Beach Boys.“

„Der schizoide Geist des Wassermann-Zeitalters beherrschte diese Scheibe mit Musik, die teils ekstatisch (,Alone Again Or‘), trotzig (,Live And Let Live‘), selig (,More And More Again‘) und verwirrt (,A House Is Not A Motel‘) war. Melodische Bläserklänge verschönten den Gesamtsound, nur um die Träumerei mit bösartigen Solo-Einlagen wieder zu zerstören. [...] Ein Album, das mehr als eine psychedelische Zeitkapsel und eine hervorragende Mischung aus Kompositionen ist, und das einfach nicht sterben will. Verrückt und wesentlich.“

„Wenn man sich heute Forever Changes anhört, gut 50 Jahre nach der Erstveröffentlichung, ist man immer noch baff, wie grandios diese Musik klingt. Auf der Basis von Psychrock und Barock-Pop erschufen Love eine bisweilen schwerelose und elegante Musik. Songs wie Alone Again Or, Andmoreagain oder Maybe The People Would Be The Times Or Between Clark And Hilldale nehmen die gesamte Ästhetik des Indiepop vorweg, geben zudem Kollegen wie Jimmy Page, Ian Hunter oder David Bowie eine Idee davon, wie sich Folk und Rock gemeinsam auf ein neues Niveau bringen lassen. The Doors mögen damals das Rennen gemacht haben, aber bei aller Liebe zu deren LPs: Das große zeitlose Meisterwerk heißt Forever Changes.“

„Als die Gruppe dann mit ihrem unisono als Meisterwerk gepriesenen drittem Album Forever Changes einen Meilenstein der späten 60er Jahre veröffentlichte, hatte ,Elektra‘-Boss Jac Holzman längst seine neuen Hausfavoriten gefunden. Der Ruhm der ersten Doors-Platten stellte in den Schatten, was Lee und Coproduzent Bruce Botnick mit Forever Changes als ihre ,Antwort auf Sgt. Pepper‘ an drogenbeinflusster Musik auf Band gebracht hatten. Und wie das mit Kultplatten so ist: Sie werden nach vielen Jahren als Pionierleistung wiederentdeckt und ihrerseits nun richtig schamlos als Fundgrube für Ideen geplündert. Britische Neo-Psychedeliker waren da schon findig, lange bevor etwa der große Led Zeppelin-Klau begann.“

2008 wurde Forever Changes in die Grammy Hall of Fame aufgenommen, 2012 in das National Recording Registry der Library of Congress.
Mit einer Coverversion von Alone Again Or hatte die britische Punkband The Damned einige Jahre später einen Hit. Andere Musiker wie Billy Bragg, Alice Cooper, Calexico und die Ramones coverten Songs der Band.

## 50th Anniversary Edition
Am 6. April 2018 veröffentlichte Warner-Tochterfirma Rhino Records eine Jubiläumsedition von Forever Changes auf 4 CDs, einer LP und einer DVD. 
Die CDs 1 und 2 enthalten das Album remastered als Stereo- und Mono-Version, CD 3 eine alternative Abmischung und den Bonustrack Wonder People (I Do Wonder), CD 4 Singles und Outtakes, die LP das Album remastered in der Stereo-Version und die DVD Forever Changes als Remaster von 2015 im hochauflösenden Audioformat (24 Bit/96 kHz) sowie das Promovideo Your Mind And We Belong Together von 1968. Ebenfalls enthalten ist ein illustriertes Begleitbuch. Mit der 50th Anniversary Edition erschien eine Mono-Version des Albums erstmals auf CD. Für die Remasters zeichnen Bruce Botnick und Bernie Grundman verantwortlich.
Singles und Outtakes (CD 4)
1. Wonder People (I Do Wonder) (Outtake-Original Mix)
2. Alone Again Or (Single Version)
3. A House Is Not a Motel (Backing Track)
4. Hummingbirds (Demo)
5. A House Is Not a Motel (Backing Track)
6. Andmoreagain (Alternate Electric Backing Track)
7. The Red Telephone (Tracking Sessions Highlights)
8. Wooly Bully (Outtake) (Domingo Samudio)
9. Live and Let Live (Backing Track)
10. Wonder People (I Do Wonder) (Outtake - Backing Track)
11. Your Mind and We Belong Together (Tracking Sessions Highlights)
12. Your Mind and We Belong Together
13. Laughing Stock
14. Alone Again Or (Mono Single Remix)

## The Forever Changes Concert
Am 15. Januar 2003 traten Arthur Lee und Love mit Orchester in der Royal Festival Hall in London auf und spielten das Album sowie weitere Songs der Band vor Publikum. Zu diesem Zeitpunkt war Lee das einzige verbleibende Mitglied der Originalbesetzung von Love. Der Mitschnitt des Konzerts wurde im selben Jahr auf dem Livealbum The Forever Changes Concert veröffentlicht, 2007 folgte eine erweiterte Neuauflage namens The Forever Changes Concert & More. Außerdem erschien ein Konzertfilm auf DVD.
Forever Changes
1. Alone Again Or (MacLean) – 4:19
2. A House Is Not a Motel – 4:08
3. Andmoreagain – 4:04
4. The Daily Planet – 3:42
5. Old Man (MacLean) – 3:39
6. The Red Telephone – 7:12
7. Maybe the People Would Be the Times or Between Clark and Hilldale – 3:57
8. Live and Let Live – 5:13
9. The Good Humor Man He Sees Everything Like This – 3:42
10. Bummer in the Summer – 2:34
11. You Set the Scene – 7:40
Bonustracks
12. 7 and 7 Is – 2:51
13.  Your Mind and We Belong Together – 4:11
14. Orange Skies (MacLean) – 3:09
15. She Comes in Colors – 3:00
16. Listen to my Song – 2:03
17. August – 5:34
Bonustracks (2007)
1. Signed D.C. – 6:49
2. My Little Red Book (Burt Bacharach, Hal David) – 2:33